# Dolínne
Dolínne (en (ucraïnès): Долинне) és un poble de la República Autònoma de Crimea a Ucraïna, que el 2014 tenia 1.551 habitants. Pertany al districte de Bakhtxissarai. Fins al 1945 la vila es deia Toptxikoi.

## Població
Segons les dades del 2001 la composició de la població de la vila de Dolínnoie d'acord amb la llengua que empren és la següent:
| Llengua  | %     |
| -------- | ----- |
| Rus      | 60,43 |
| Tàtar    | 25,98 |
| Ucraïnès | 11,62 |
| Altres   | 0,78  |